# 荃新天地
荃新天地（英語：Citywalk）是香港新界荃灣區的大型商場，上蓋物業分別為萬景峰及御凱，於2007年底榮獲香港環保建築協會頒發白金級別證書。

## 商場結構

### 第1期

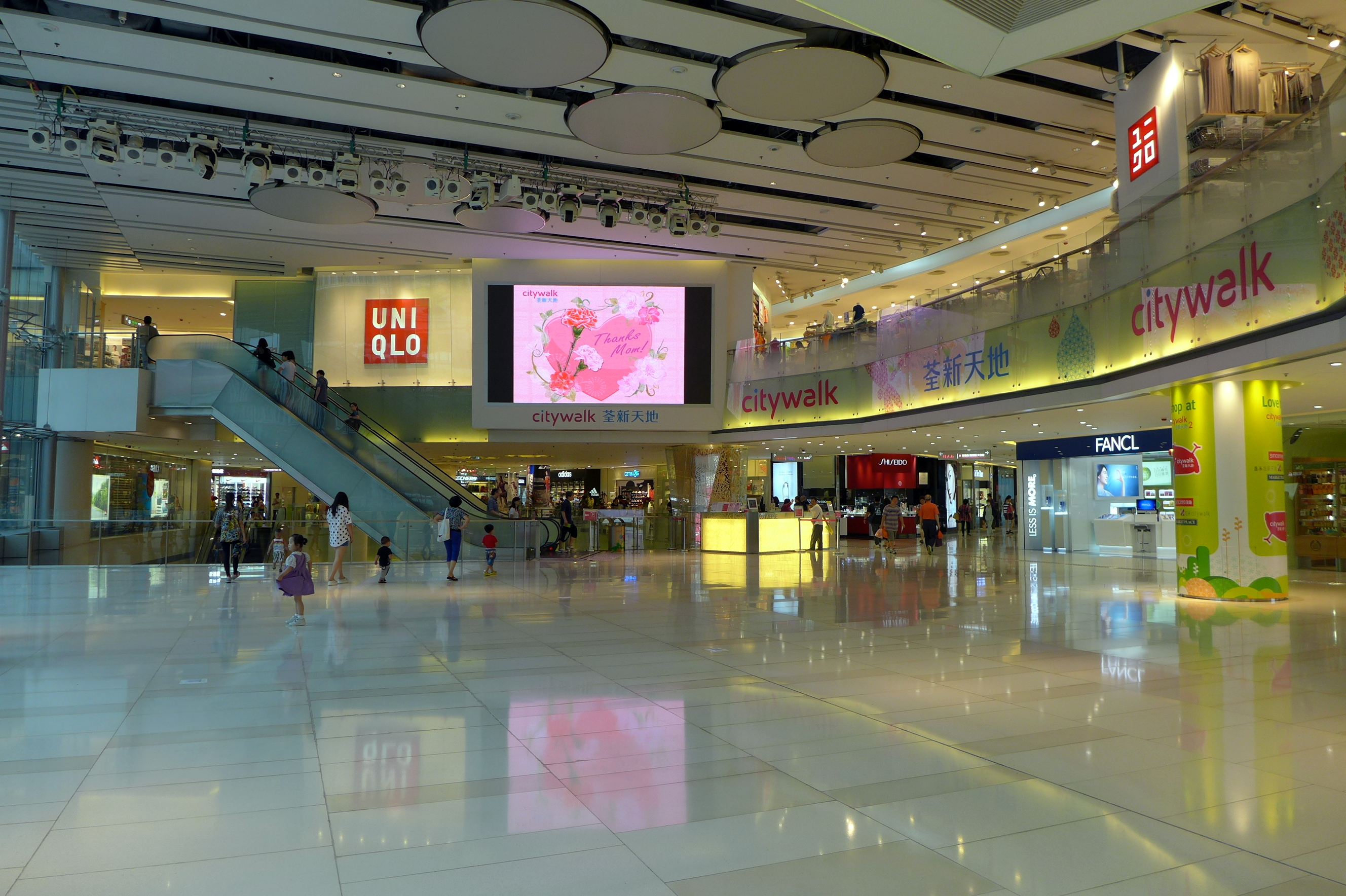
荃新天地1期中庭（2014年5月）

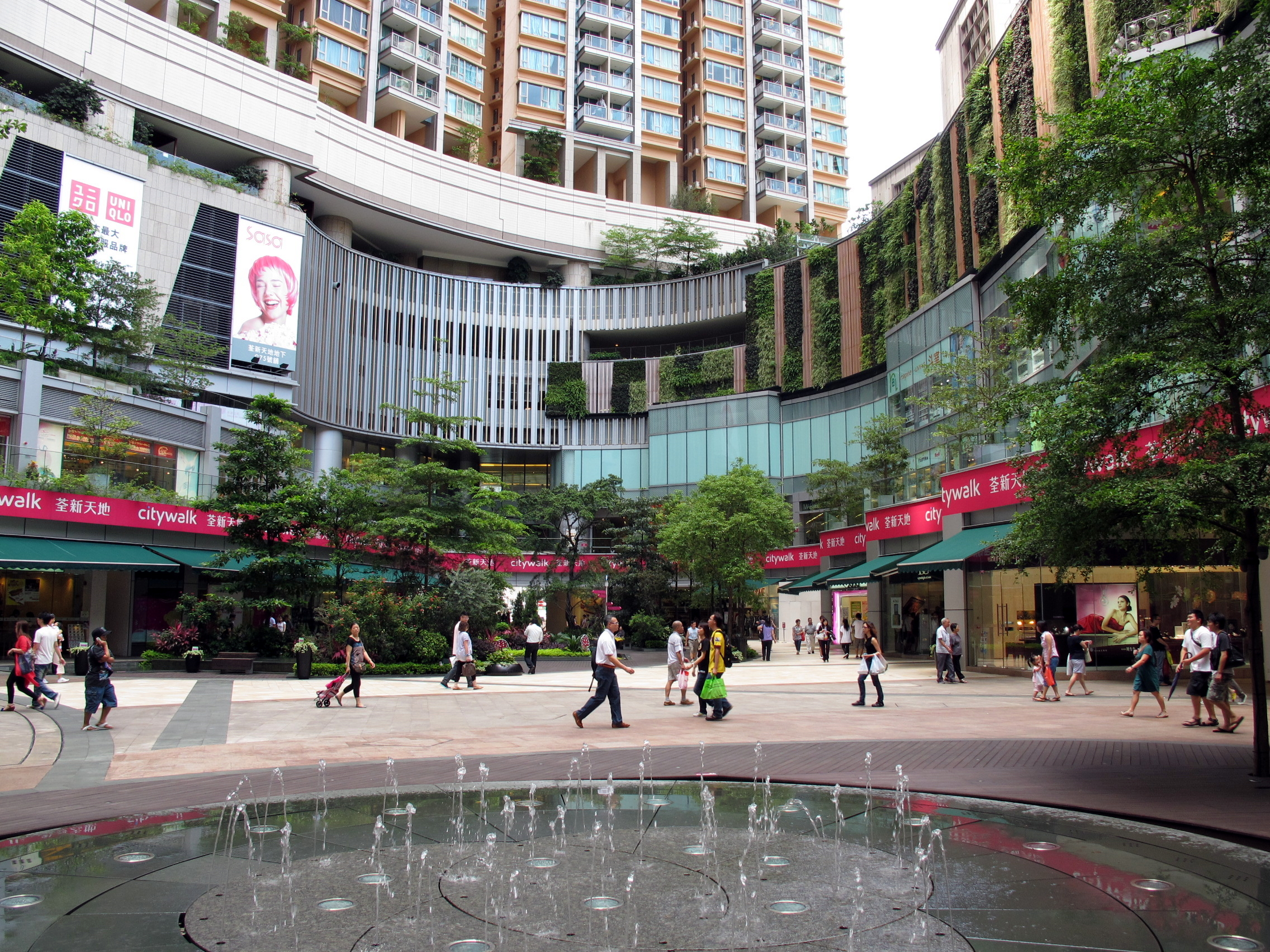
荃新天地1期設露天園林廣場

荃新天地第1期商場樓高3層，樓底高達4.85至6米，面積300,000平方呎，擁有180間商舖，上蓋物業為萬景峯。該商場採用單一走廊設計，以日本六本木新城為設計藍本，因此商場裝潢和格調參照原建築物的設計。發展商同時引入全港第一間以環保為概念的「綠色商場」，中央位置設一個逾4萬平方呎的開放式露天園林廣場，以及1個面積達8,000呎全港最大的巨型「直立花園」。
商場其中UG層設有24小時通道連接荃灣大會堂、如心廣場及荃灣舊市區。而地下則設24小時通道連接楊屋道、禾笛街、沙咀道和室內小巴總站。此外，商場2樓設有停車場，並且有扶手電梯及升降機連接商場1樓。根據地政總署的資料，地契要求業主向公眾提供設施。因此荃新天地UG層的平台及地下的露天園林廣場需撥出地方供公眾使用，並且須撥出作公眾通道之用。另外，由於政府的規定，物業需設有1,952平方米的中度弱智人士宿舍及老人社區中心。截至2009年5月為止，共有138個商戶，而商場的租戶組合中，潮流服飾佔27%、潮流配飾佔14%、食肆佔13%、電器及傢具佔13%、美容及個人護理佔10%、零食及食品佔4%、百貨及超級市場佔3%、其他佔11%。

#### 地下
商場地下室外部份採用「內街」概念設計，並且設有多種不同類型的消閒商店，包括佔地1.5萬呎，樓高2層的滙豐銀行、多間地產代理、759阿信屋、周生生及商場最大租戶馬莎百貨，樓高兩層，佔地2.5萬呎。其中滙豐銀行已經在2021年第一季結業，原址改為中國建設銀行。
在露天園林廣場範圍內，則設有多間食肆，包括鮮芋仙、栢檔極品海南雞飯、MOS Cafe、康竜九州拉麵、羅麥記、上海婆婆336及壽司郎屋酒屋「杉玉 SUGIDAMA」。室內則設有美食廣場及多間連鎖商店，包括華潤堂、北京同仁堂、萬寧、豐澤、DG Lifestyle Store電腦用品專門店、多間傢俬店和中國銀行等。商場內的美食廣場採用開放式設計，並且開設了三間食肆，包括大家樂、米線陣和Goobne Korea Oven Roasted Chicken。

#### UG層
商場UG層在露天園林廣場範圍內設有兩間食肆，包括來自新加坡的和樂日式意粉屋餐廳和美心集團旗下的北京人家中式餐廳。室內則設有Catalog、L'OREAL Paris、Fancl、Shiseido、運動服裝店主要包括Adidas、Kappa、Nike、The Overlander、Quiksilver、世運邨和李寧體育用品於香港首間專門店、EASTPAK、Sala小型家品店。場內亦設有多間年青人服裝及飾物商店。包括原創tee品牌tee locker、時裝Adlib及節能鞋專家PenWalking。2019年引入喜茶並於6月1日開業，但因喜茶在港分店在2019年反修例運動受到影響，已於2020年結業，然後三年後的2023年9月喜茶在同一樓層「捲土重來」重新開設新店，甫開店以來大受歡迎。2021年10月於舊香港上海滙豐銀行UG層原址開設美國快餐店Five Guys。

#### 1樓
商場1樓主要租戶為UNIQLO時裝店及高級髮廊Salon IDA。食肆為日式餐廳大戶屋、蝦麵店、Triple-O's、HoiHoi Pancake House和美心食品集團旗下的中式酒樓翠園。其餘大部份商店在商場開業初期仍然等待招租，2009年3月大部份商店已開業，租戶主要為家品店、美容中心、玩具店及時裝店。此外，1至3樓設有停車場，並且在露天園林廣場範圍撥出部份地方為公眾休憩用地，提供簡單的兒童遊樂設施。商場一樓曾設有藝廊，定期展出不同的藝術品，惟已在2015年末關閉，原址正招租。

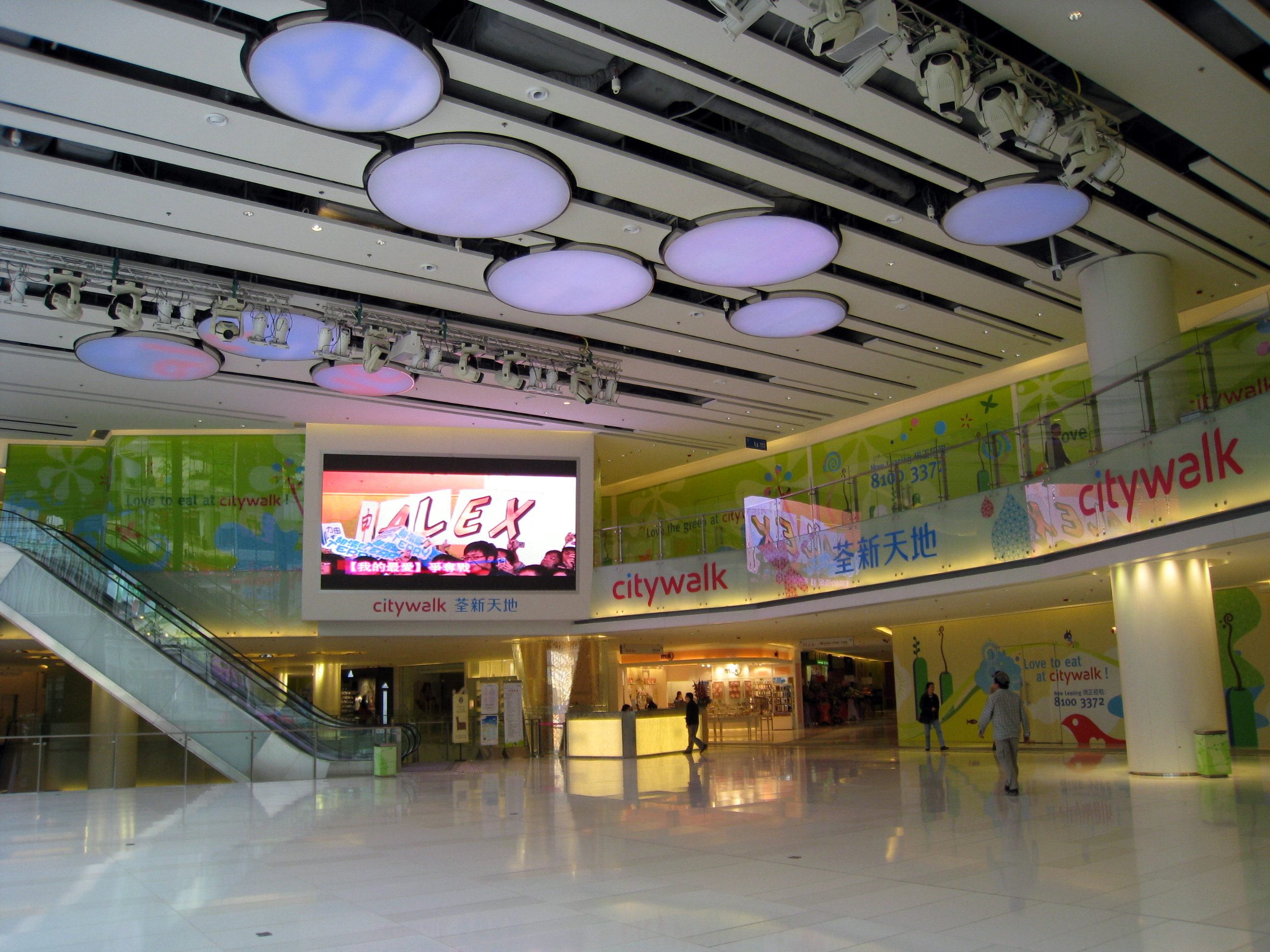
荃新天地中庭（2008年3月）
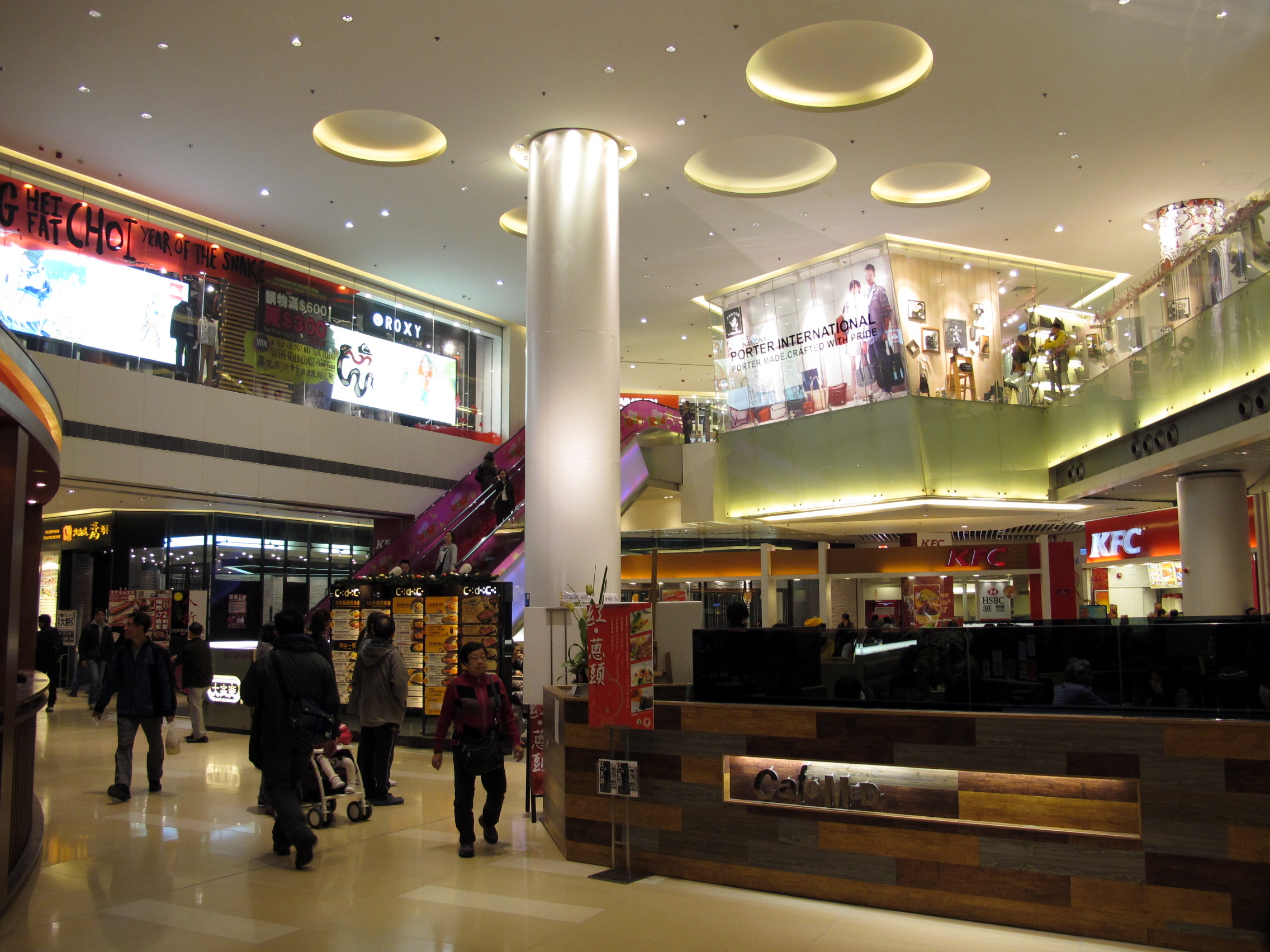
荃新天地地下美食廣場
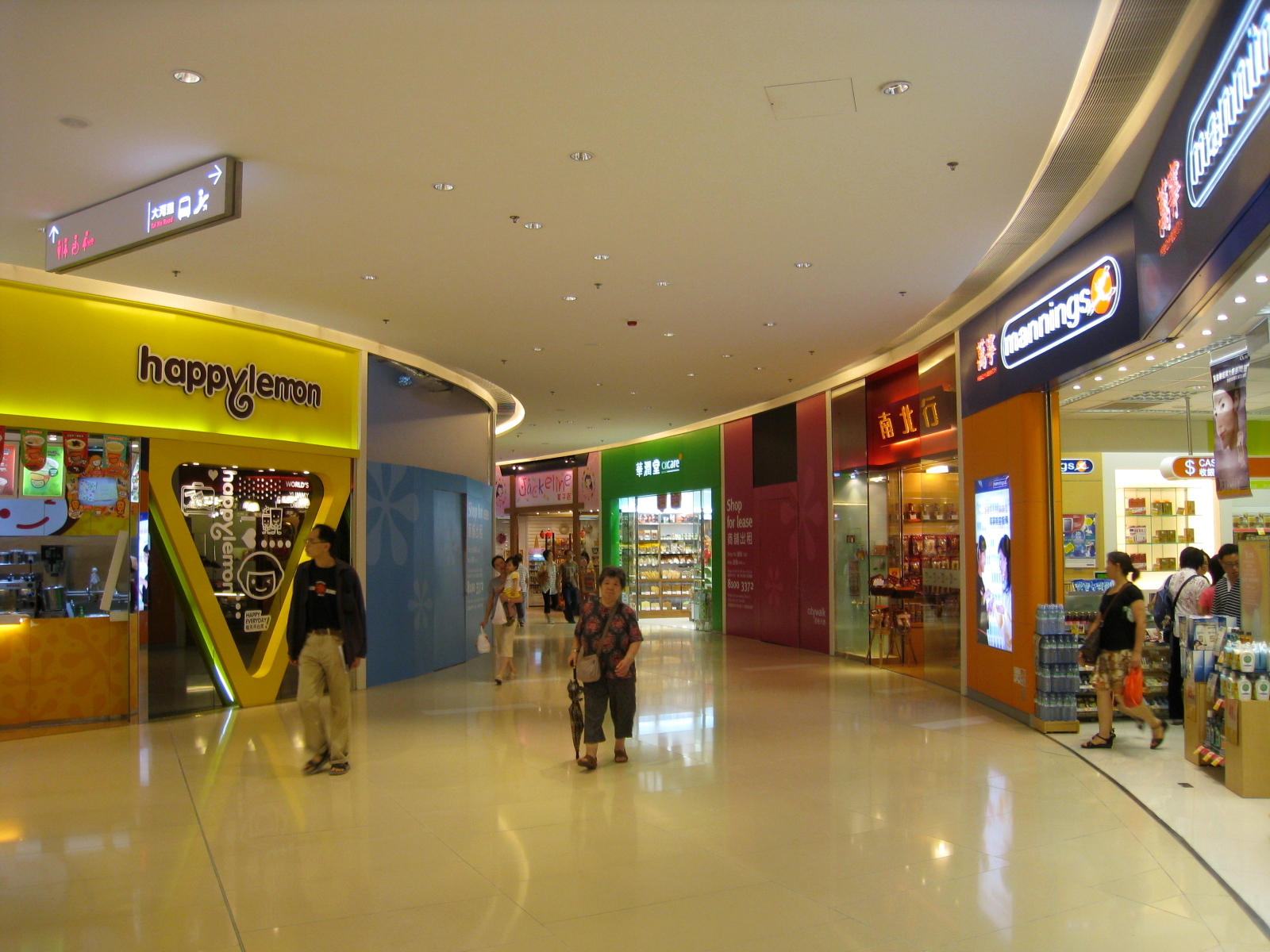
荃新天地室內部份商店
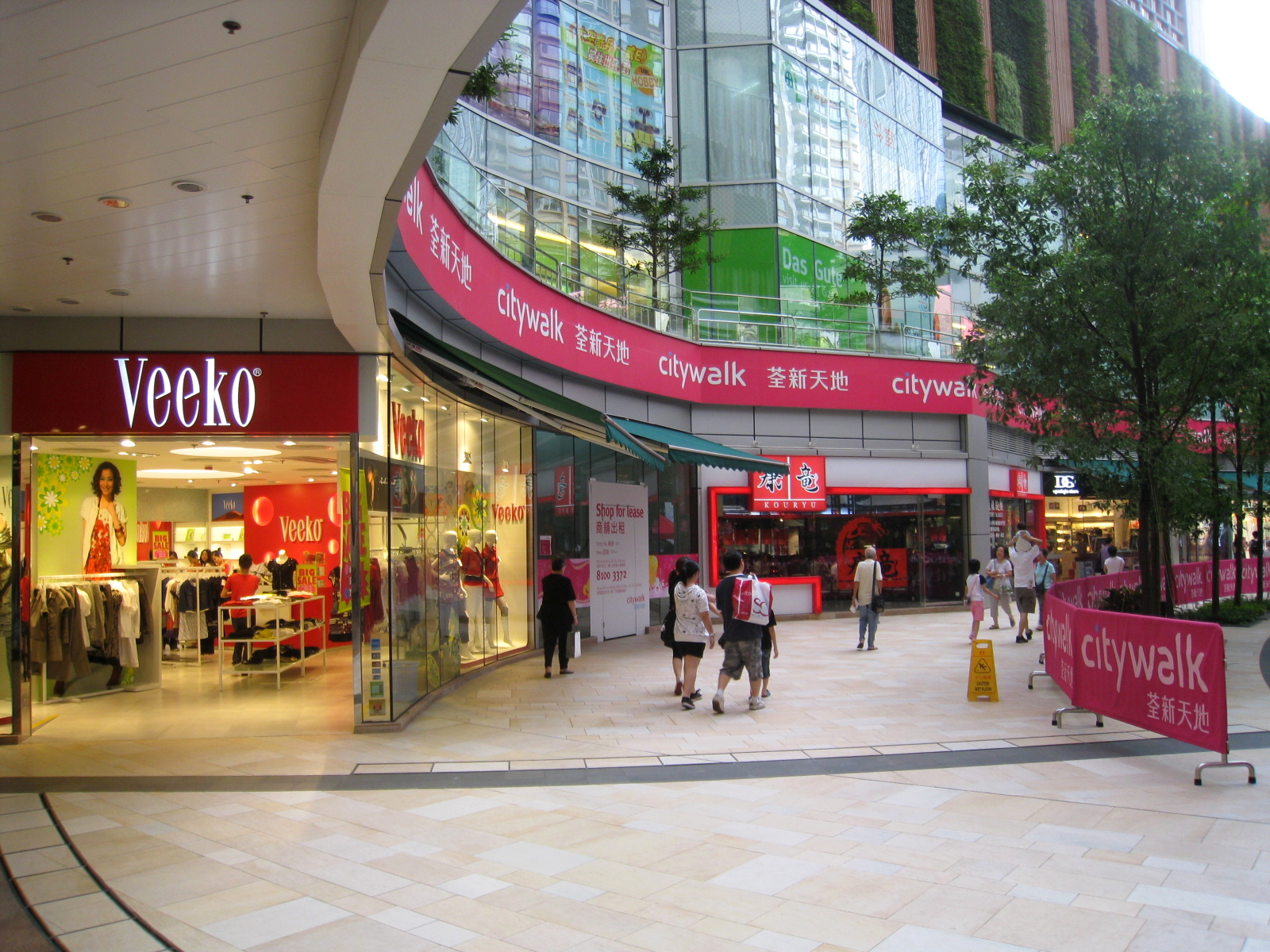
荃新天地室外部份商店
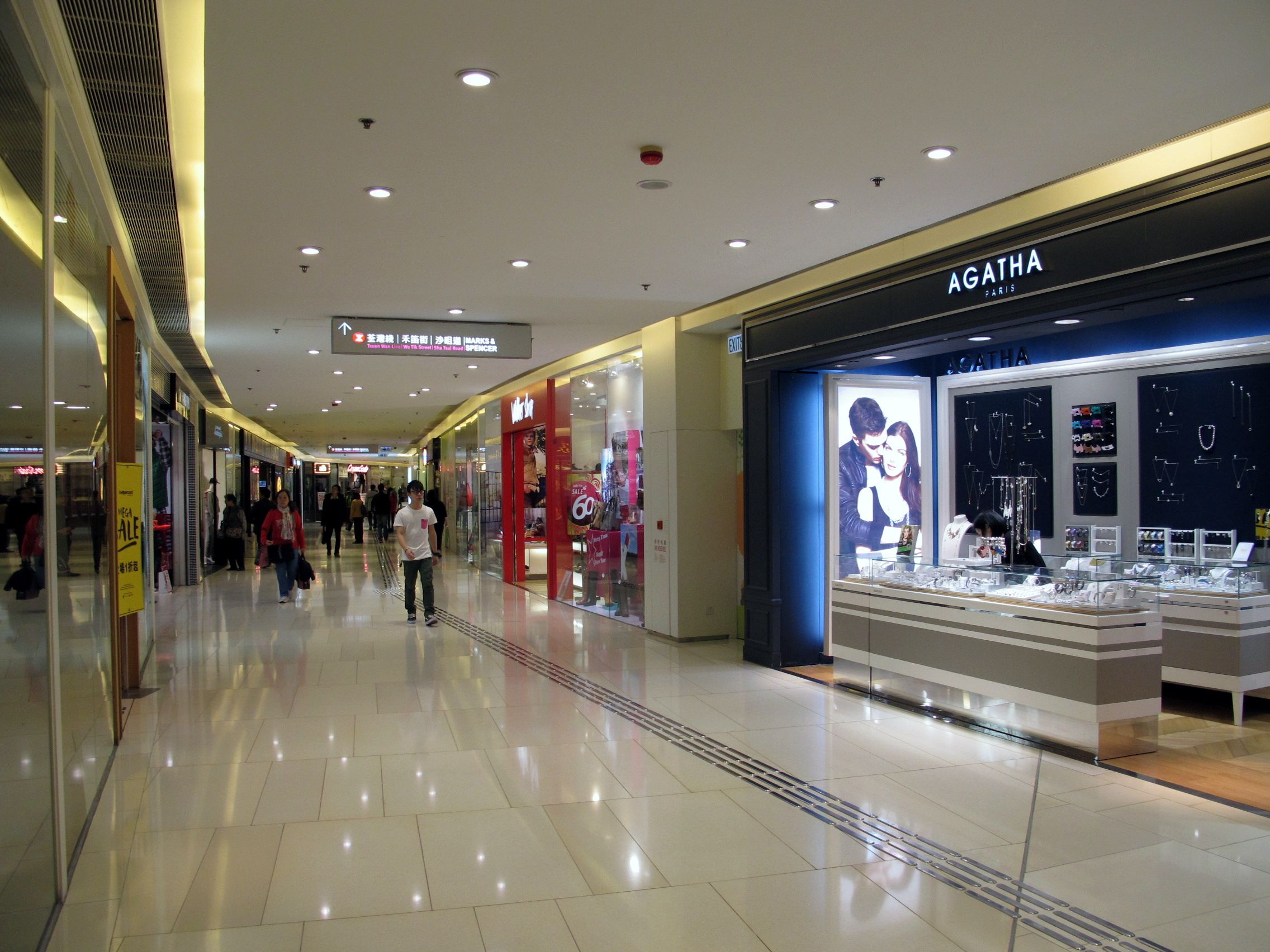
荃新天地UG層商店
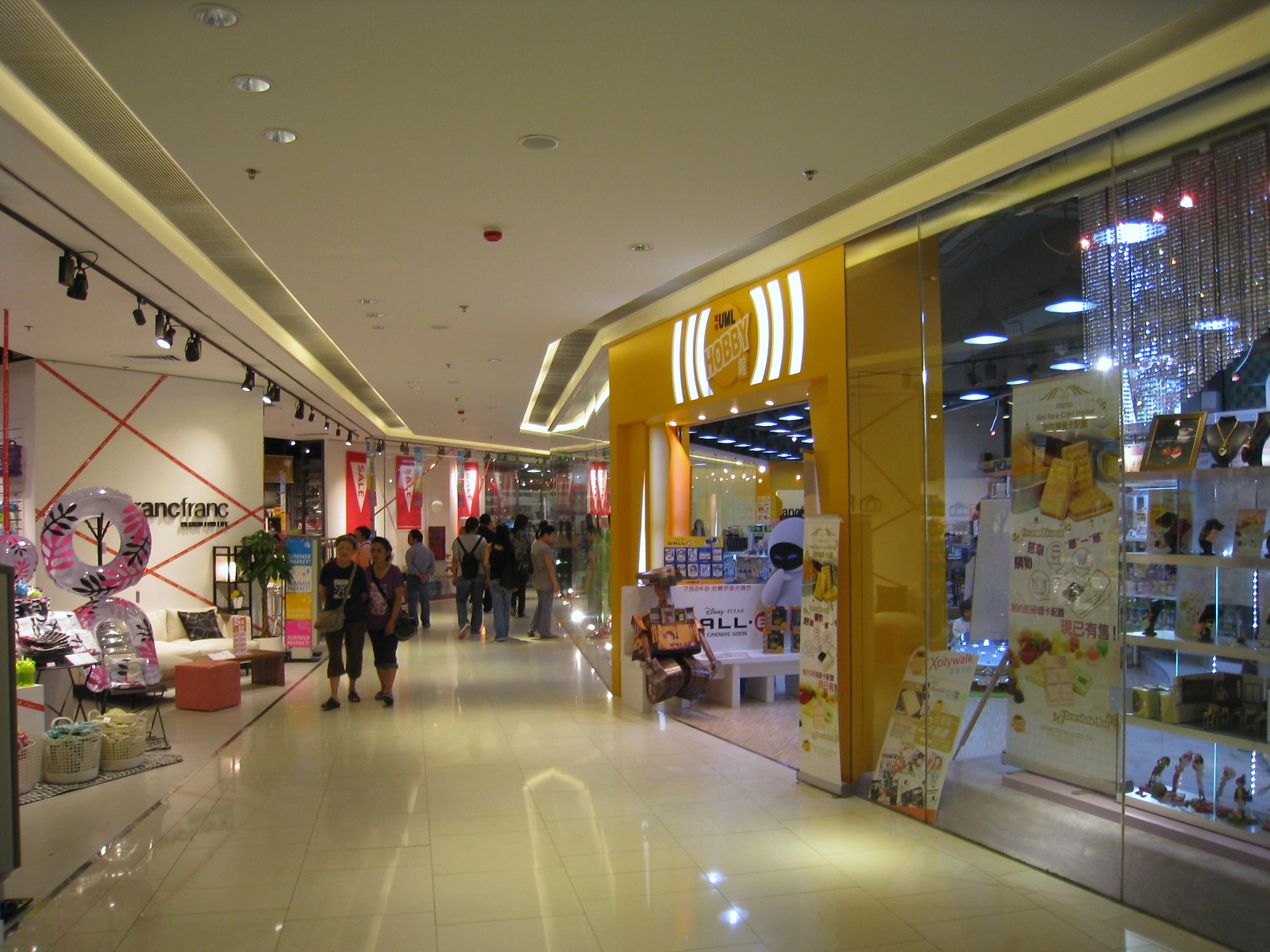
荃新天地1樓主要租戶曾為環球Hobby館及日本家品店Francfranc（已結業）
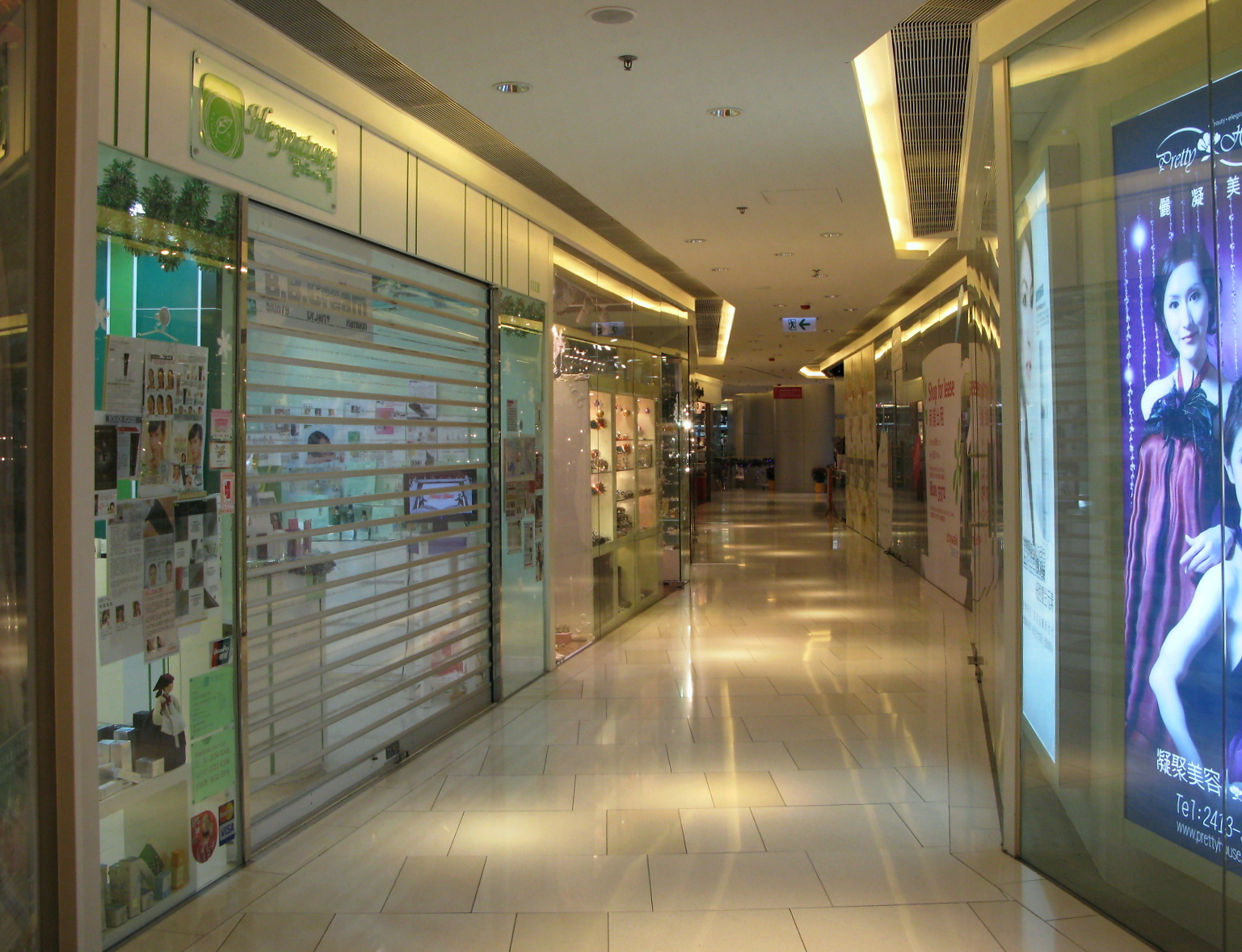
荃新天地1樓現時主要租戶為美容中心
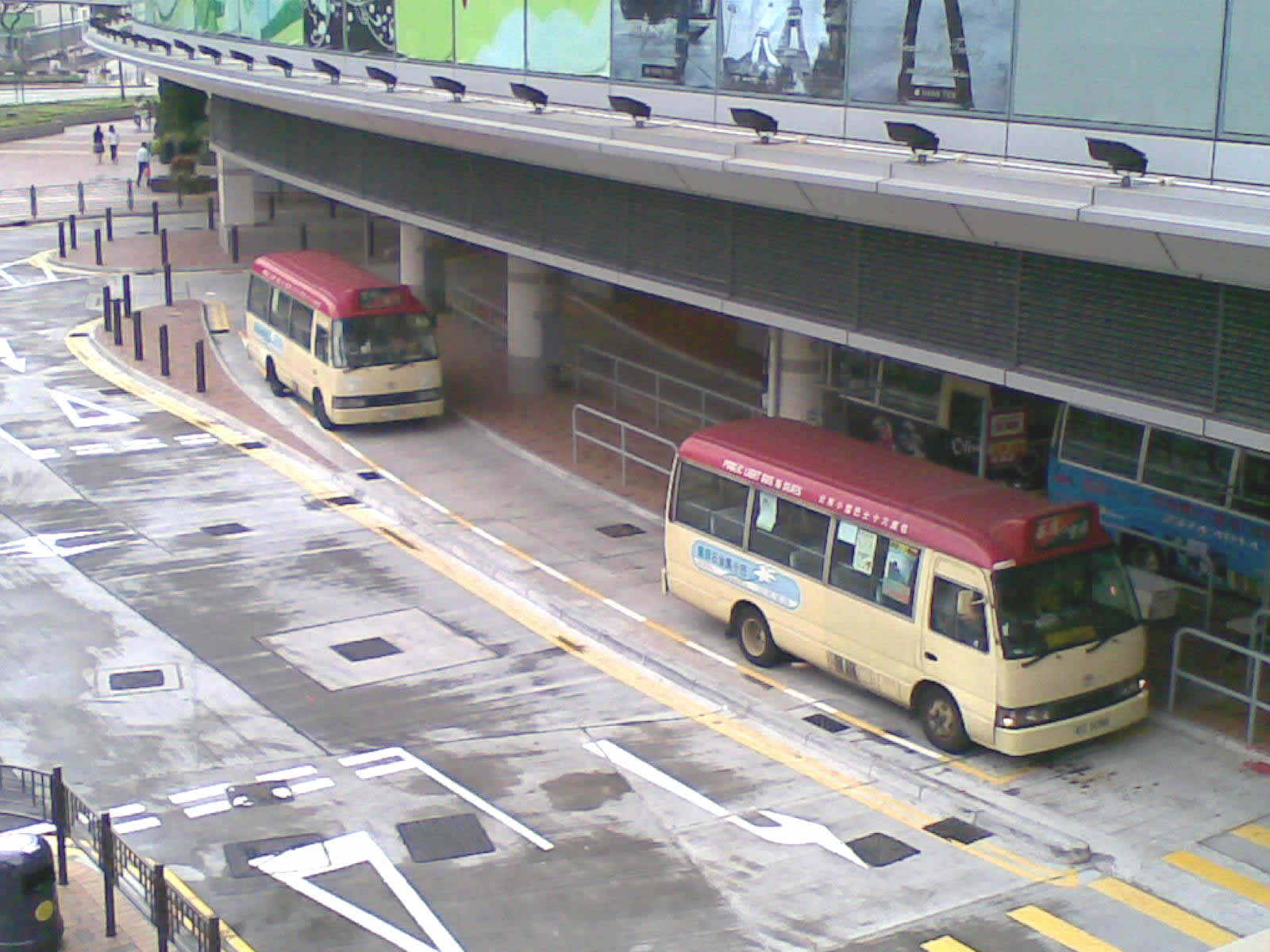
荃新天地地下的公共小巴站
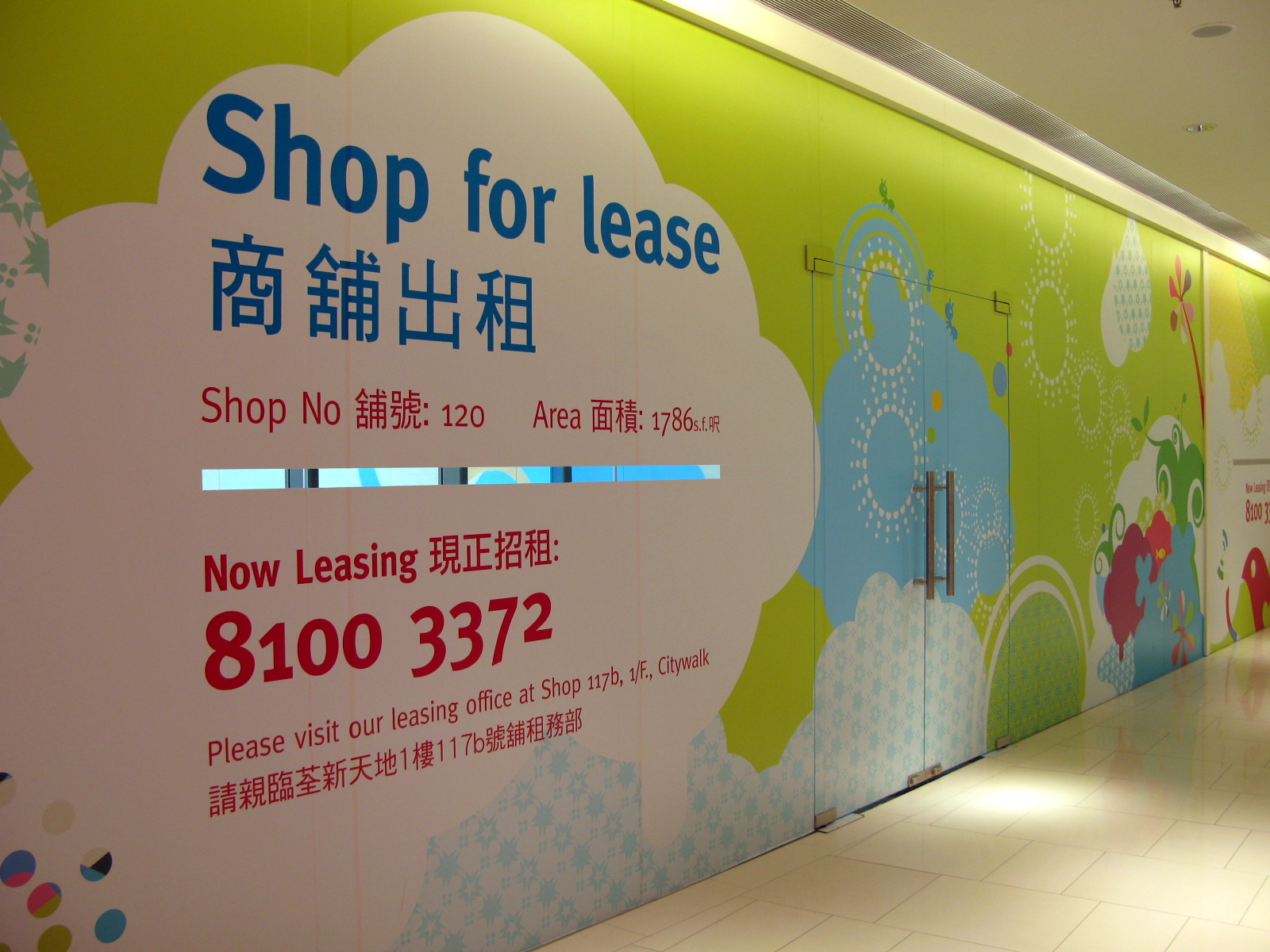
荃新天地為了吸引更多租客進駐，業主刻意在部分招租廣告上留下空間，讓租客了解場內環境
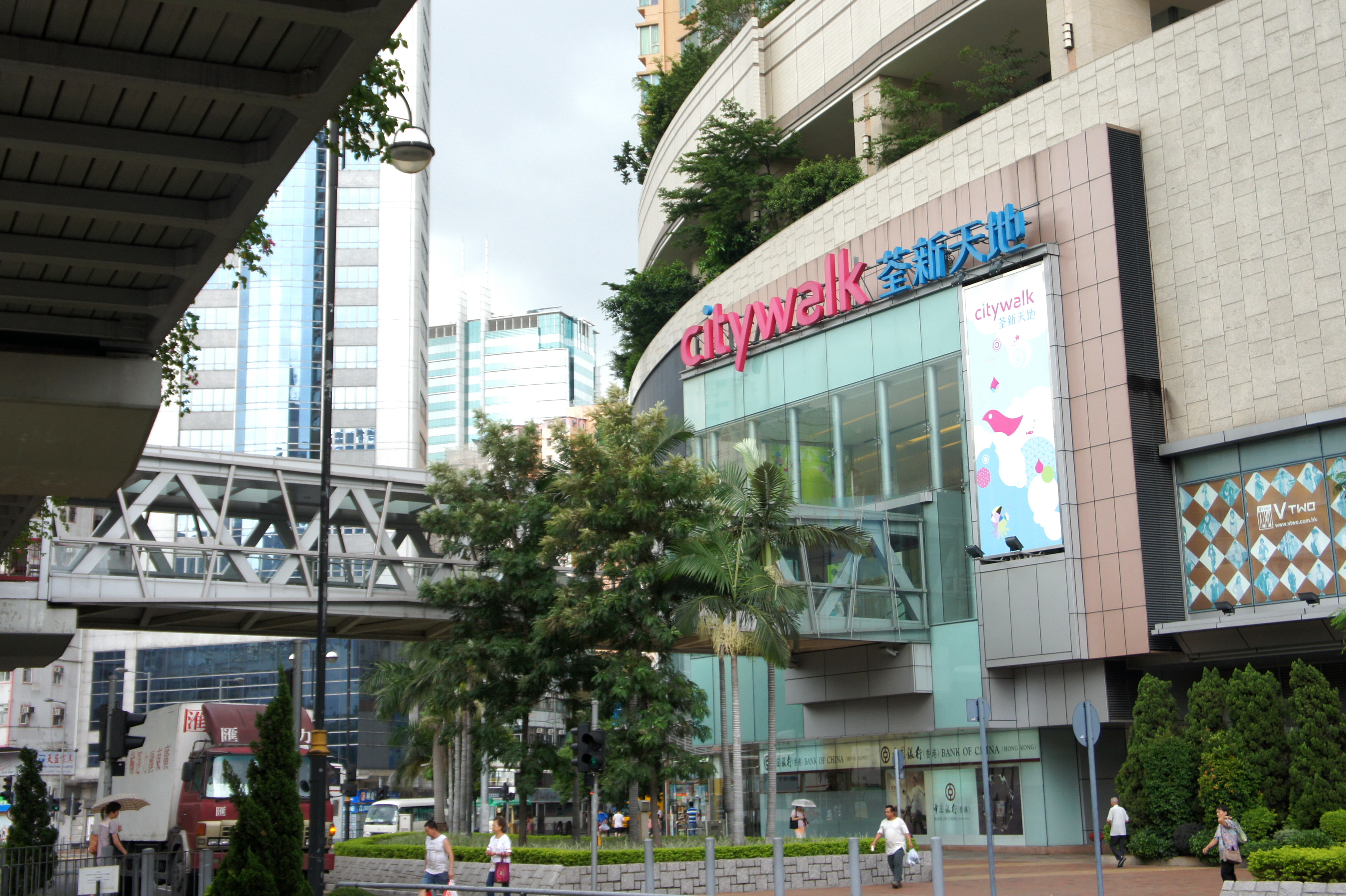
荃新天地UG層連接荃灣大會堂的行人通道
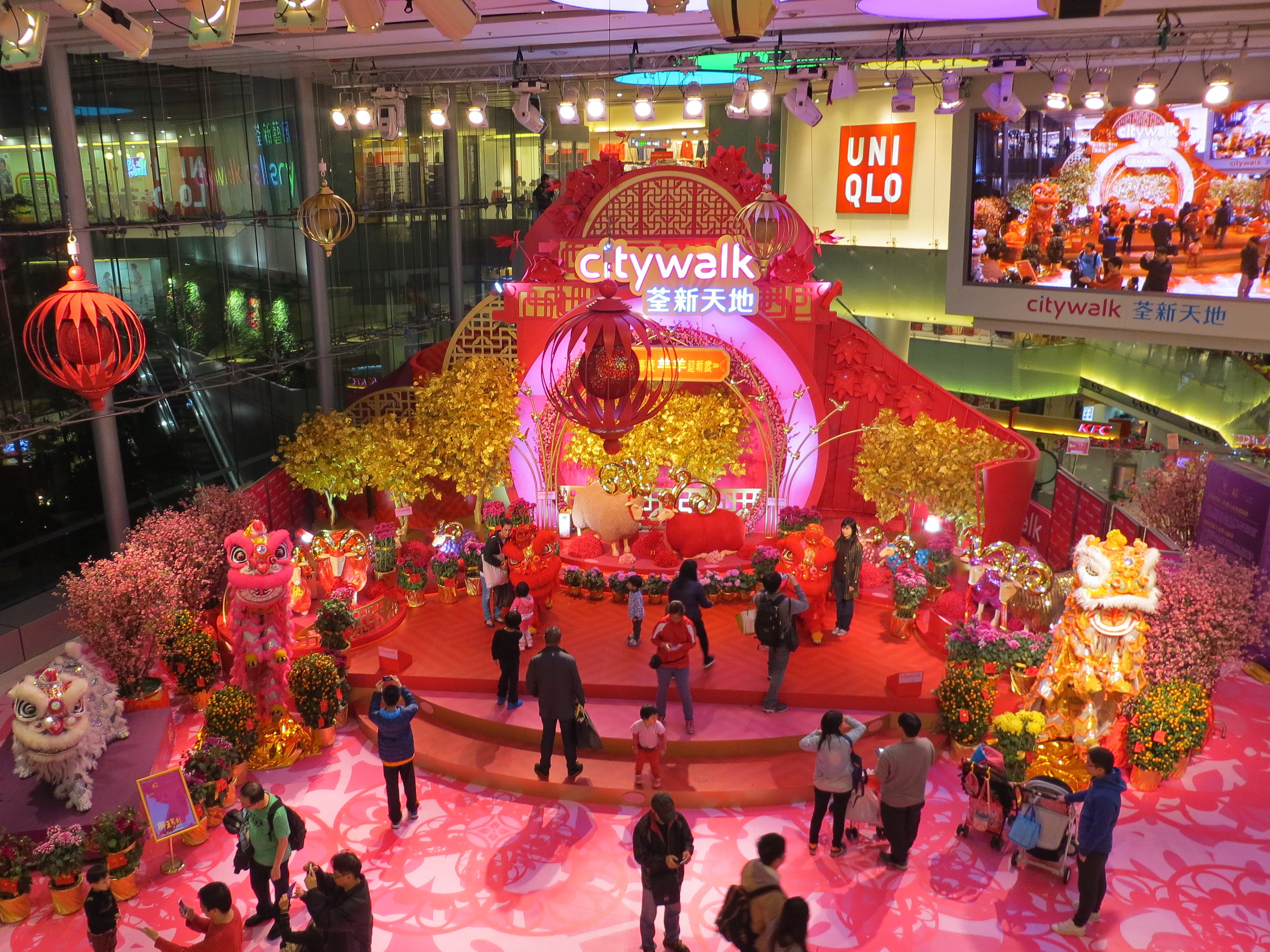
荃新天地中庭「荃城喜慶 羊羊迎新歲」的佈置

### 第2期

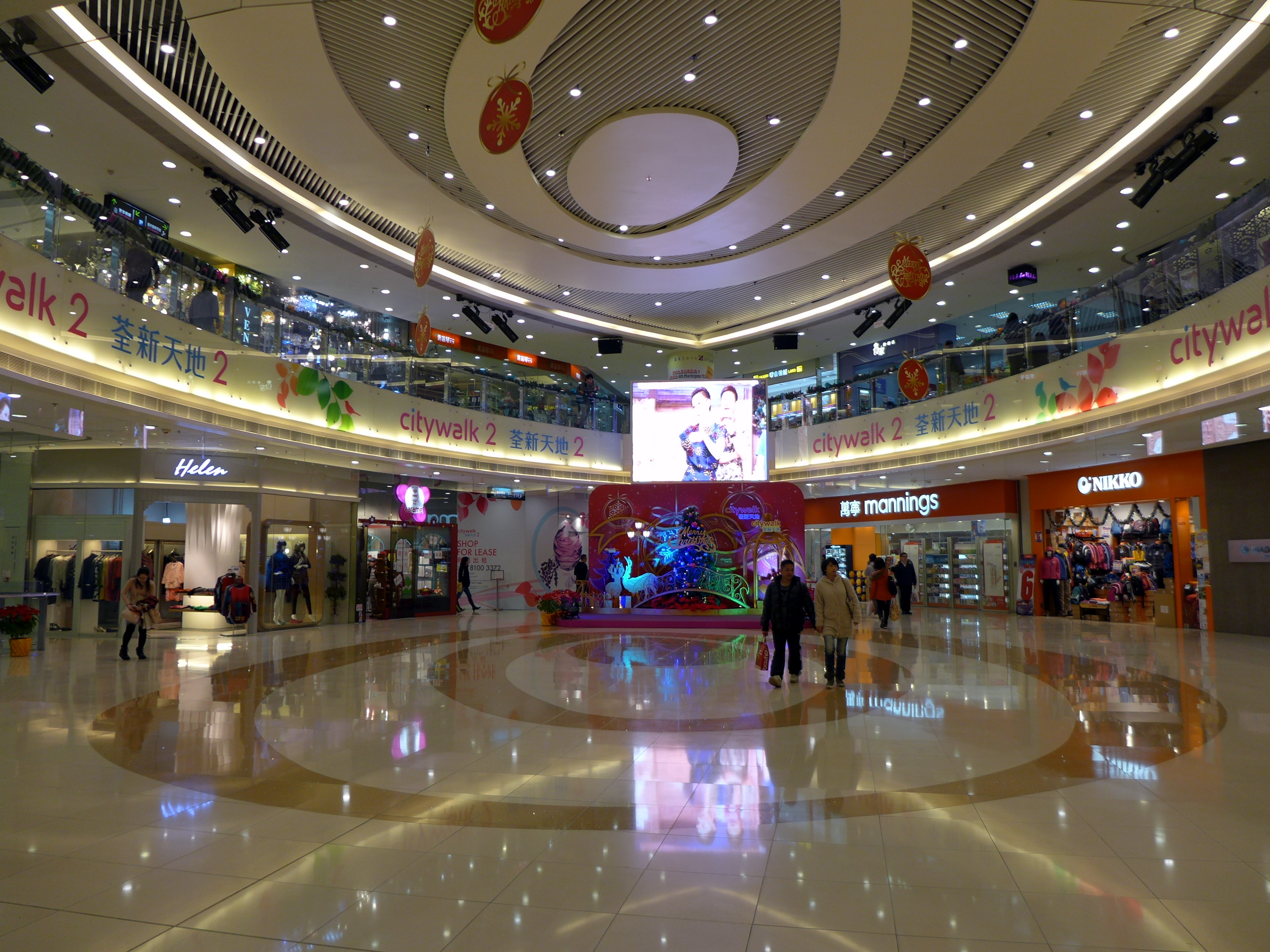
荃新天地二期中庭天花在2012年翻新後，由啡色轉為白色

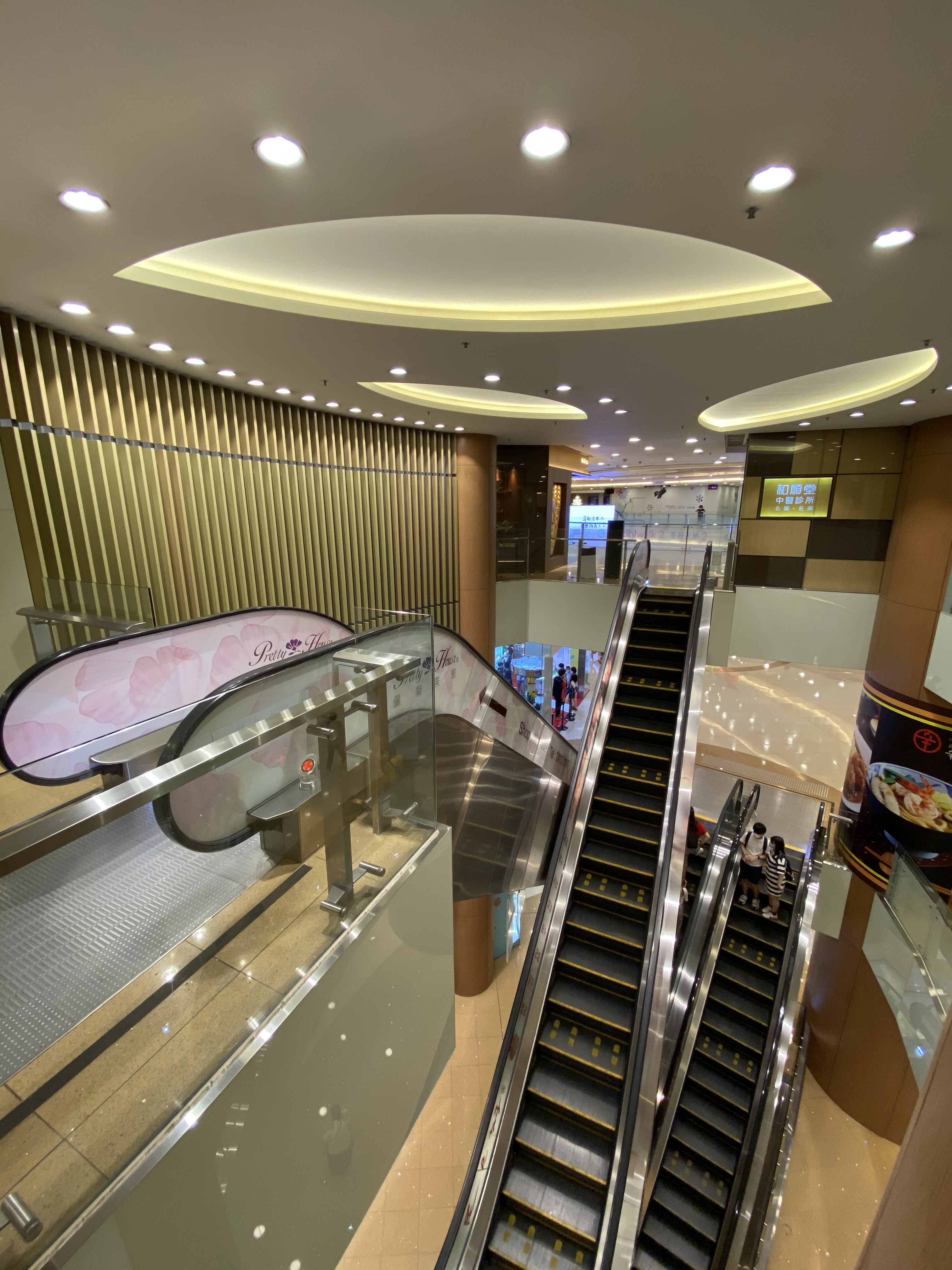
荃新天地二期扶手電梯外牆用假木條作裝飾

荃新天地第2期商場樓高三層，面積約20萬平方呎，租戶約170個，上蓋物業為御凱。二期和一期沒有直接連接的通道，兩者均設有行人天橋（為荃灣行人天橋網絡的一部分）連接如心廣場。商戶主要集中娛樂與生活必需品，商場逾20%面積屬超市及日用品商舖，電影城佔15%，餐飲則逾25%。除有開舖創業查詢外，亦有2、3線租客趁逆市進駐一綫商場。
嘉禾娛樂則率先進駐商場，投資約3,000萬元設全港首個全數碼電影城，電影城面積逾3.3萬平方呎，院內設5個影廳，合共700個座位，大院最多可容納300人。其中2個影廳支援3D數碼播放，並裝置電腦連接系統，可連接網上遊戲及作現場直播，吸引公司包場，料5年回本。電影城於2009年12月8日開幕，2016年翻新。

#### 地下
商場地下設有十間店舖，包括牛角、譚仔三哥米線、7-11便利店、屈臣氏和足君好，其中先施百貨佔全層超過一半面積，於2010年9月28日開幕，到2022年結業。原址將改為日式概念的環球美食街。

#### UG層
UG層主要店舖包括 Namco、萬寧、Market Place by Jasons、時裝和精品店。食肆包括太興、札榥拉麵、板長壽司、和漁屋日本料理。UG層設有通道連接如心廣場及往上蓋物業御凱升降機大堂。商場中庭設於該層，於週末及假日不時會舉辦活動，為商場帶來人流。

#### 1樓
一樓主要店舖為嘉禾荃新天地電影城，面積逾3.3萬平方呎，院內設5個影廳，合共700個座位，大院最多可容納300人。戲院到2019年8月31日結業，由英皇戲院承租。其餘範圍以食肆及教育為主，包括麗都總廚、麗都讌客及富臨集團旗下的炑八韓烤。

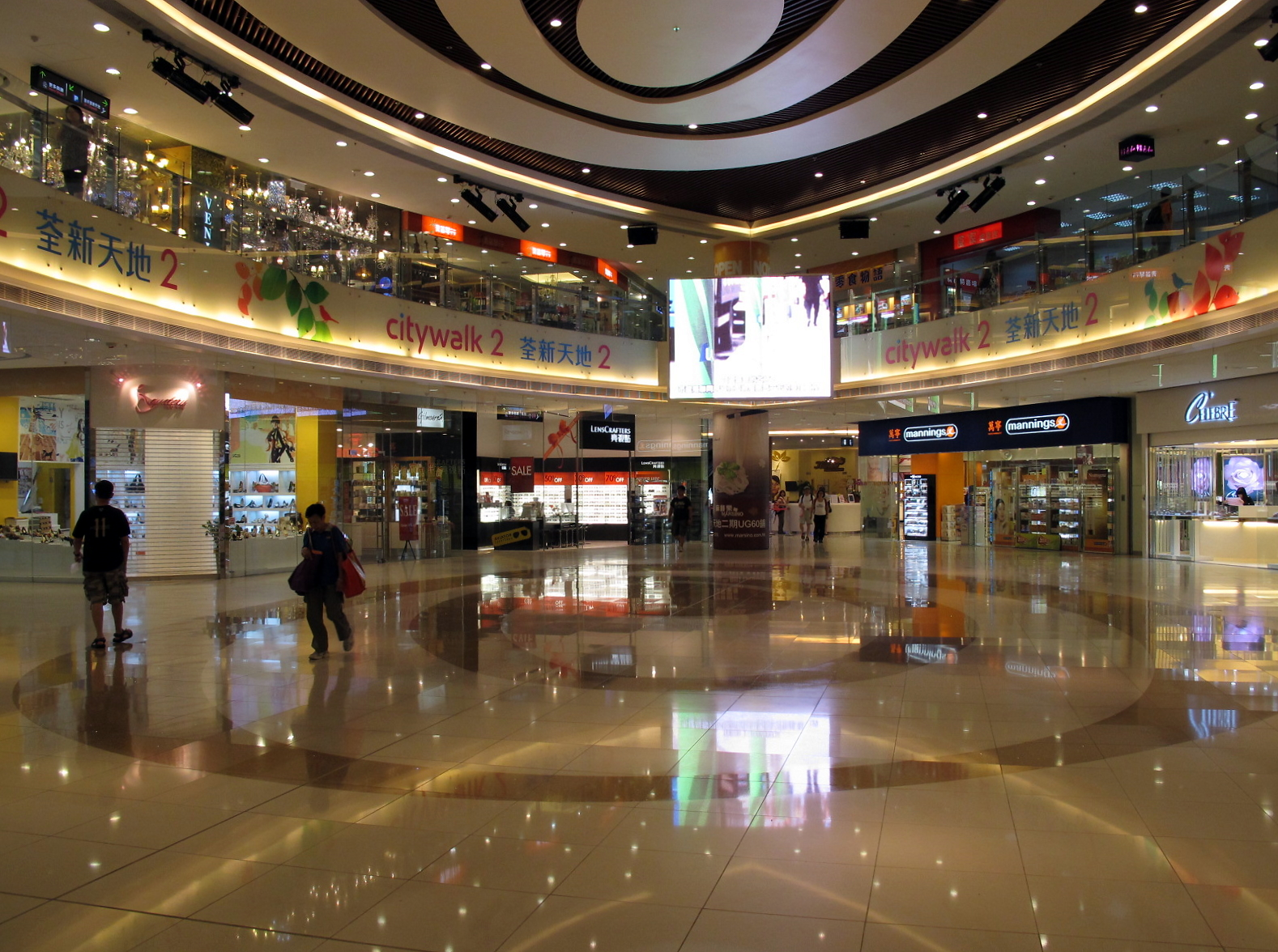
荃新天地2期翻新前商場中庭
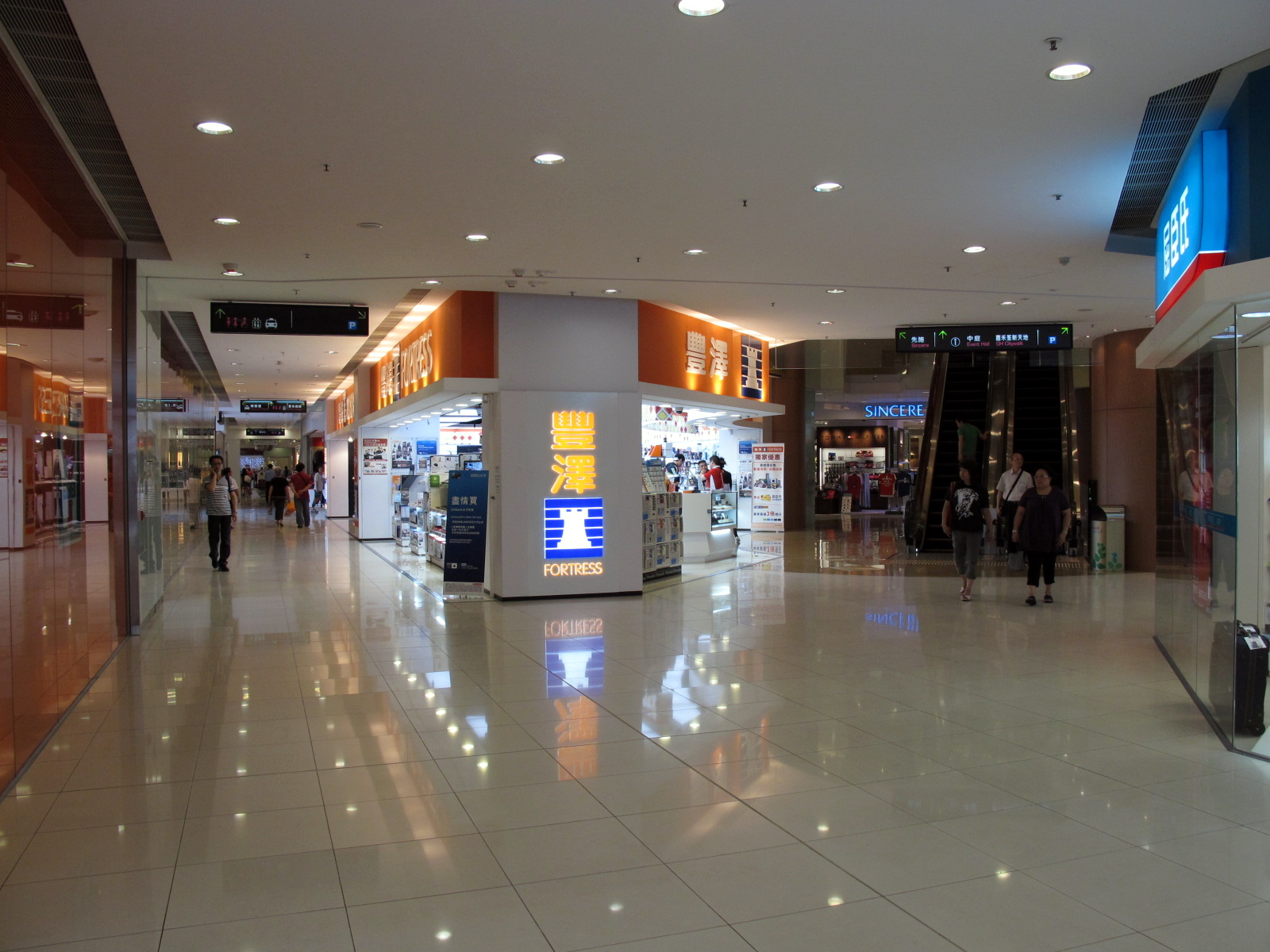
荃新天地2期地下店舖
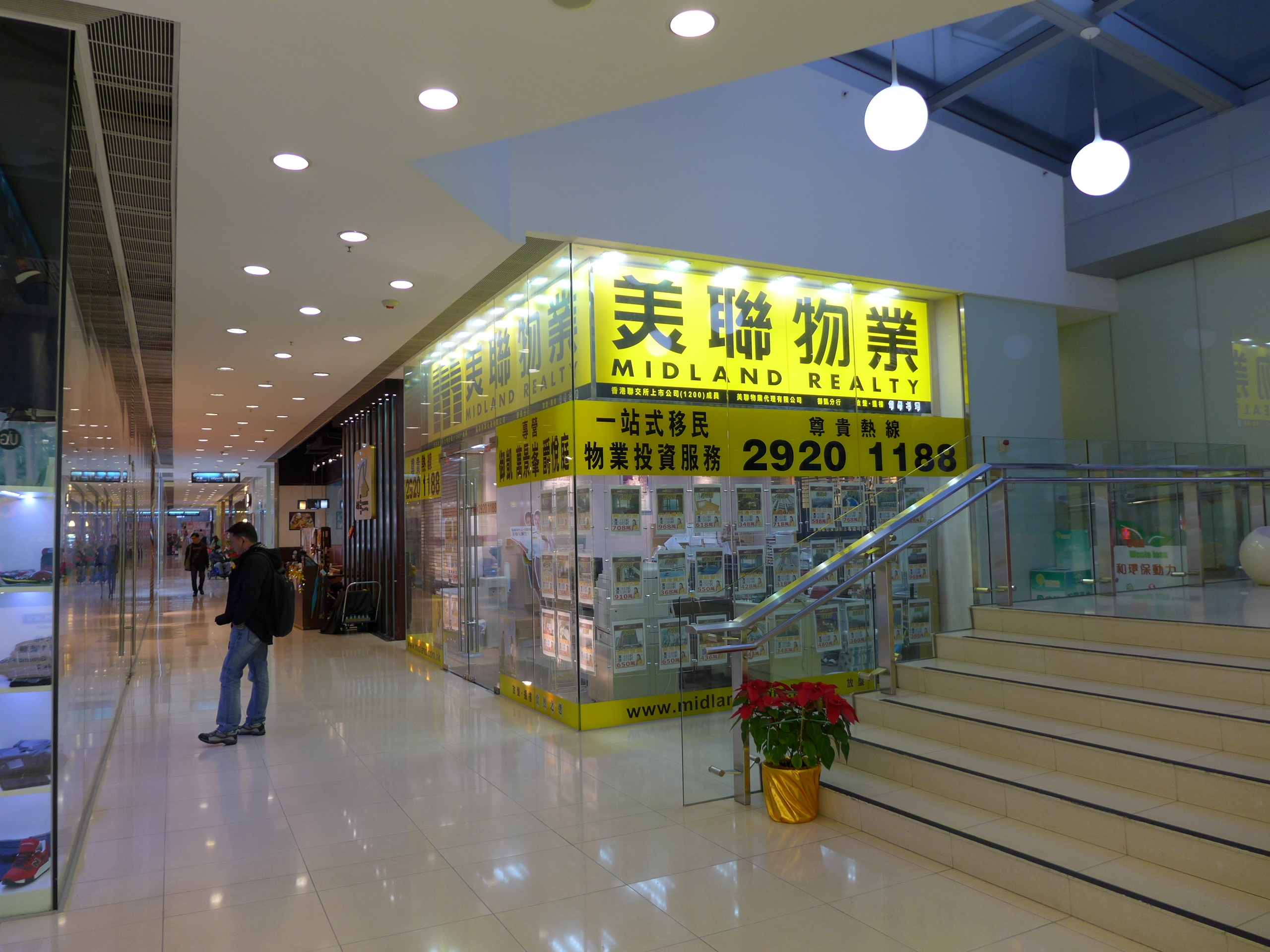
荃新天地2期UG層店舖
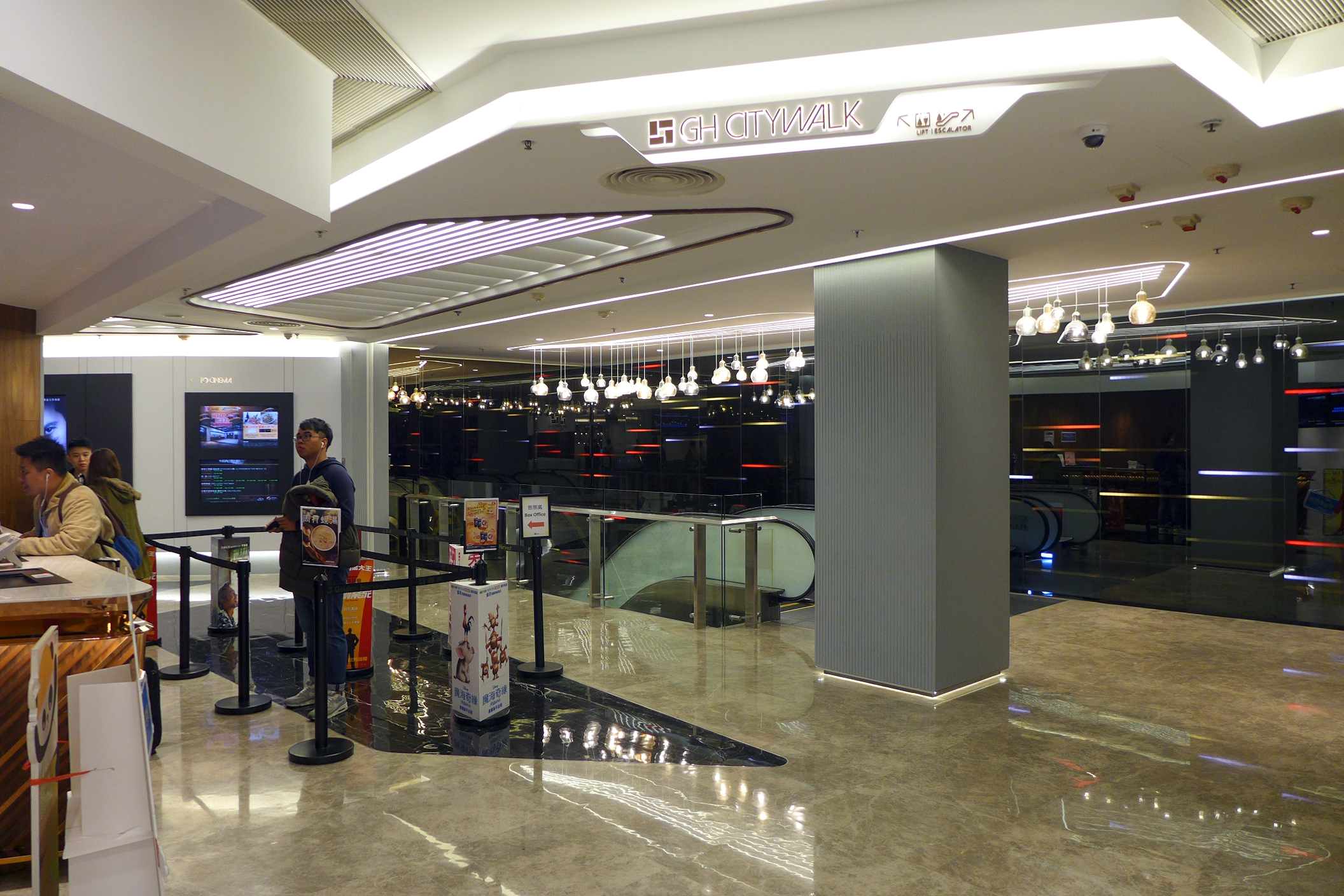
嘉禾荃新天地（已結業）
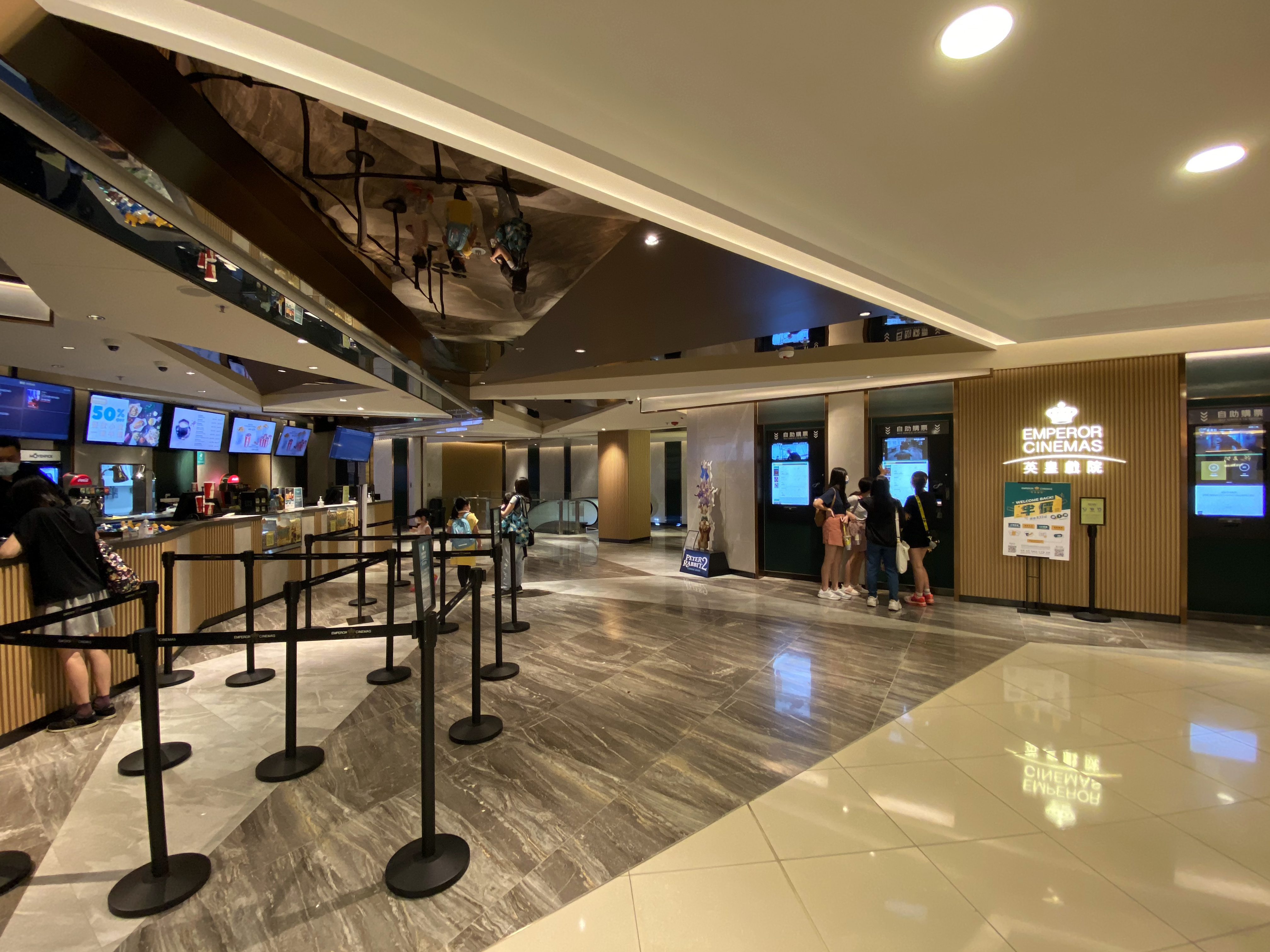
2019年12月23日開業的英皇院線
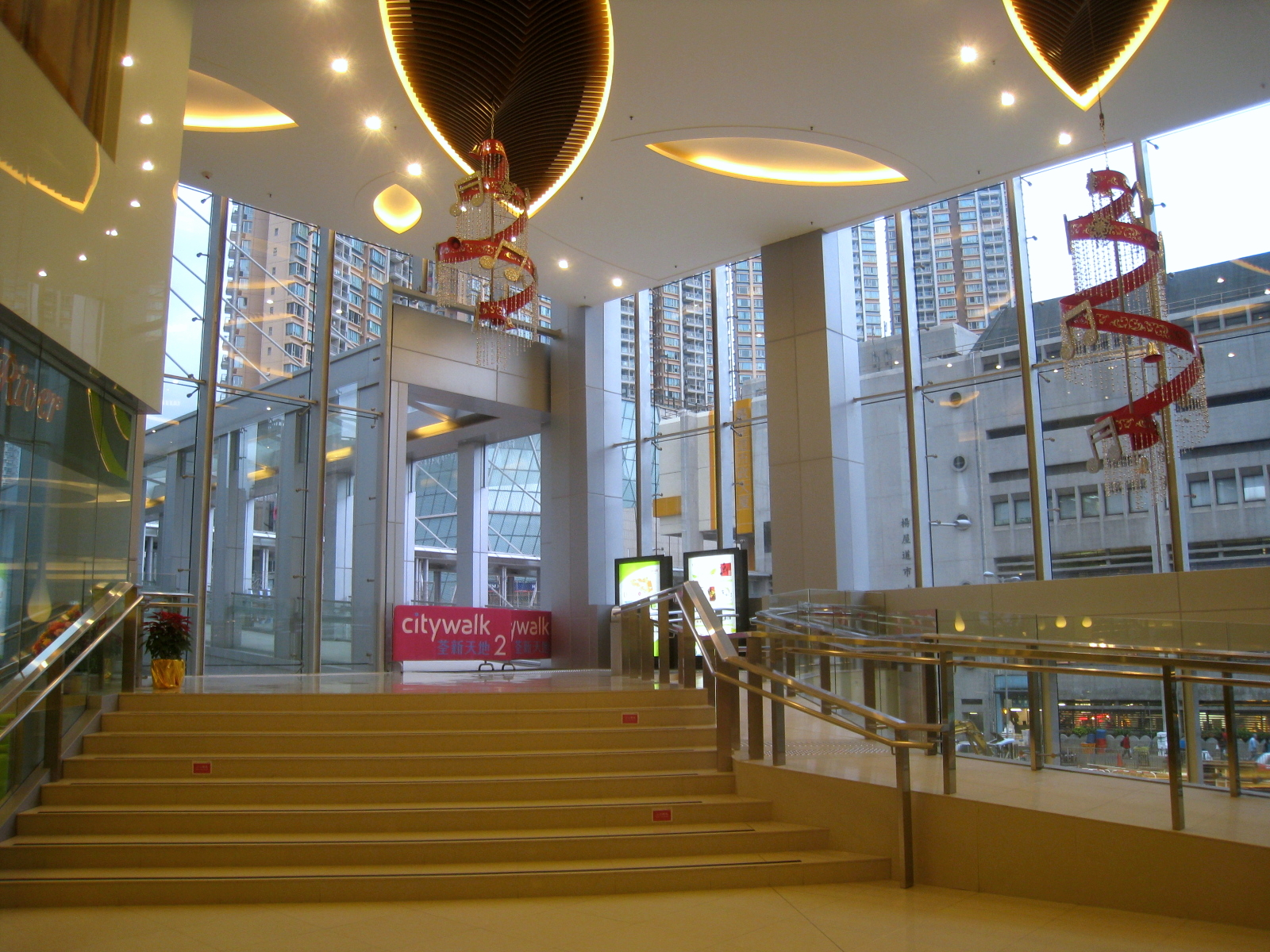
荃新天地2期連接如心廣場出口

## 無綫電視與荃新天地合辦之賀歲慶祝活動紀錄
| 日期          | 時間                    | 節目名稱                            | 主持 | 附註                                                          |
| 2008年2月6日  | 22:35-23:15 23:40-00:30 | 金鼠獻瑞迎新歲                      | 汪明荃、丘凱敏、陳鍵鋒 | 倒數節目 Citywalk特約                                         |
| 2009年1月25日 | 22:00-23:30 23:50-02:00 | 粵港同慶接金牛．羊城賀歲萬家歡      | （香港）：馬蹄露、梅小惠、安德尊 （廣州）：汪明荃、夏雨、鄧梓峰、陳芷菁 （廣東）：任永全、伍燕、宋嘉其                                          | 倒數節目 Citywalk特約                                         |
| 2010年2月13日 | 21:30-23:30 23:50-02:00 | 鯉躍龍門迎新春                      | 汪明荃、陳倩揚、 梅小惠、王祖藍 嘉賓 李丞責 演出嘉賓 林峯、鍾嘉欣、冼色麗、狄易達、王浩信、賈曉晨、馬賽、趙永洪、黃長興、梁烈唯、陸詩韻、袁偉豪 | 倒數節目，七十二家租客特备贺岁 Citywalk特約                   |
| 2011年2月2日  | 22:30-23:05 23:40-00:30 | 兔躍盛世迎新歲                      | 汪明荃、安德尊、朱凱婷、敖嘉年 | Citywalk特約                                                  |
| 2012年1月22日 | 22:30-23:00 23:25-01:00 | 金龍吐艷迎新歲                      | 汪明荃、安德尊、曾華倩、鄧梓峰 | 倒數節目，與廣州廣東電視台聯手直播龍騰賀歲萬家歡 Citywalk特約 |
| 2014年1月30日 | 21:30-23:00 23:35-00:30 | Citywalk新春黃金慶典︰駿馬迎新歲    | 鄧梓峰、曾華倩、安德尊、姚子羚 | 倒數節目 節目由Citywalk特約                                   |
| 2015年2月18日 | 22:30-23:00 23:35-00:30 | Citywalk新春黃金慶典:喜慶羊羊迎新歲 | | 倒數節目 節目由Citywalk特約                                   |

## 事件

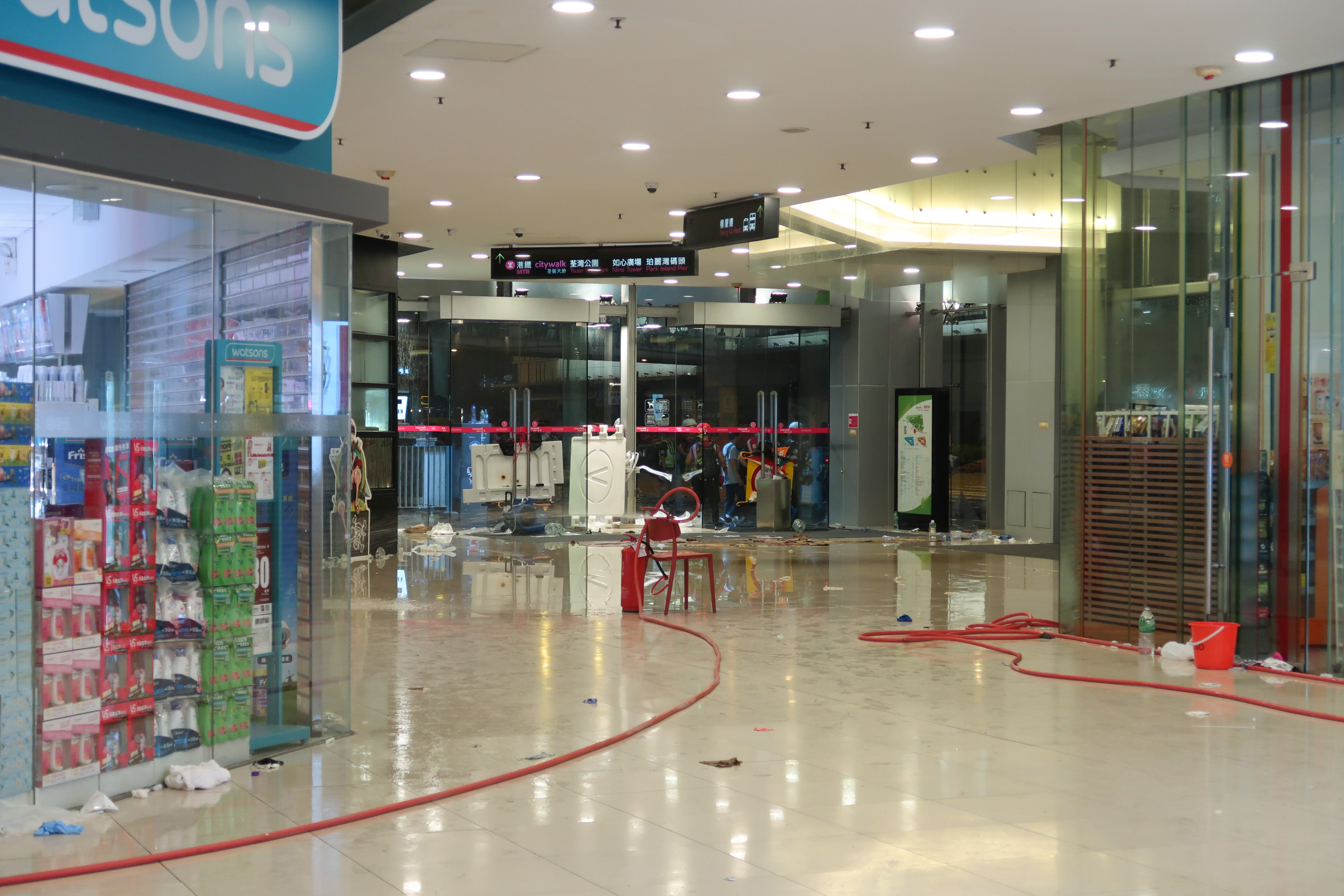
2019年8月25日傍晚，示威者在荃新天地二期商場以水喉等淋濕地面，以及用雨傘等鎖起商場大門

- 2012年8月26日早上8時15分，一輛往東涌逸東邨的E31線雙層巴士（MY8612），沿荃灣大河道往海旁方向而行，至沙咀道交界，失控撞倒一名正橫過馬路70歲老婦，老婦被撞後彈上安全島，昏迷倒臥地上；巴士繼而再衝前，剷上荃新天地商場行人路，先撞毀行人路一個電箱，再撞傷一男一女途人，然後衝入一期商場通道及一間店舖，幸車頂被天花板擱住，未致全車衝入商場內。巴士車長及車上一名外籍女乘客亦告受傷，途人見狀報警。消防處接報，派出多輛消防車及救護車到場拯救，將五名傷者送往仁濟醫院醫治。警方正調查意外原因。[4][5][6]
- 2016年7月20日下午近4時，荃新天地2期一間食肆的廚房油煙糟疑搶火，冒出大量濃煙。消防出動一隊煙帽隊及一隊搜救隊到場。商場一名便利店職員因吸入濃煙不適，須送院治理。[7]
- 2019年11月10日，數十名穿黑色衣褲的市民在商場發起「和你shop」示威，下午4時10分左右，防暴警察進入商場，引起示威者不滿而指罵警員，期間在商場內施放胡椒噴霧驅趕。一名長者和一名青年在行人天橋被制服。[8][9]

## 交通
港鐵
- █  屯馬綫：荃灣西站C3出口（步行約10分鐘可經如心廣場一期及二期商場）
- █  荃灣綫：荃灣站A1出口（步行約15分鐘）

## 外部連結
- 荃新天地Citywalk （页面存档备份，存于）

22°22′12″N 114°6′50″E / 22.37000°N 114.11389°E